# Danil Bugakov
Danil Bugakov (Данил Бугаков), (ur. 29 stycznia 1988 w Taszkencie) – uzbecki pływak, dwukrotny olimpijczyk.

## Występy na igrzyskach olimpijskich
Danil Bugakov dwukrotnie występował na igrzyskach olimpijskich. Po raz pierwszy wystąpił w wyścigu na 100 m w stylu klasycznym, podczas igrzysk w Atenach. W wyścigu eliminacyjnym uzyskał wynik 1:02,28 (8. miejsce), a tym samym odpadł z rywalizacji, finalnie plasując się na przedostatnim 43. miejscu.
W Pekinie wystąpił w dwóch konkurencjach: w wyścigu na 100 m stylem klasycznym oraz na 200 metrów stylem zmiennym. W eliminacjach tej pierwszej, zajął 1. miejsce w pierwszym wyścigu eliminacyjnym (uzyskał wynik 56,59), jednakże obsada tego wyścigu była słaba, a tym samym Bugakov nie zakwalifikował się do następnej fazy, ukończywszy zawody na 39. miejscu.
Podczas tych igrzysk, startował także w eliminacjach wyścigu na 200 m stylem zmiennym. Uzyskawszy czas 2:10,04, zajął ostatnie miejsce, zarówno w swoim wyścigu jak i w końcowej klasyfikacji pierwszej rundy, a tym samym odpadł z rywalizacji.